# Талукан
Талука́н, также Талокан (дари تالقان Tāloqān) — город на севере Афганистана, центр провинции Тахар.

## История

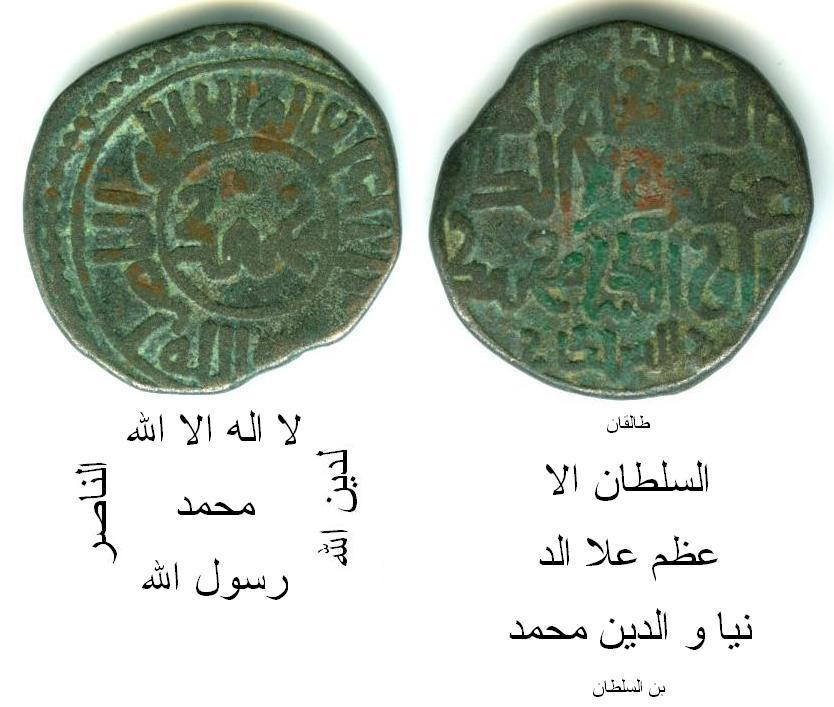
Монета, отчеканенная в Талукане во время правления Ала ад-Дина Мухаммеда ибн Текеша (1200—1220 гг.), правителя, пострадавшего от вторжения Чингисхана

Марко Поло в 1275 году так описывал старый город Талукан:

Крепость называется Тайхан, в ней есть большой зерновой рынок, и всё вокруг прекрасно и плодоносно. Горы, лежащие к югу, большие и высокие. Все они состоят из белой соли, чрезвычайно твёрдой, и люди, которые путешествуют на большие расстояния на тридцать дней, приходят сюда, чтобы взять себе эту соль, ибо это уважаемая и чистейшая соль во всём мире. Она настолько твёрдая, что её можно разбить только большим железным молотком. А количества хватило бы на все страны Земли.

В 1603 году в Талукане (или в «Талха́не») побывал другой европейский исследователь, Бе́нту ди Гойш, который ехал с караваном из Кабула в Яркенд (в то время это была столица Яркендского Ханства).
Во время войны в Афганистане в ходе операции «Маневр» в июне 1986 года Талукан был сильно разрушен.
Талукан стал последним крупным городом, который был захвачен движением «Талибан» в январе 2001 года. Во время осады города погибли сотни мирных жителей. После захвата «Талибаном» из города начался массовый исход населения. Гражданское население пыталось спастись на севере провинции Кундуз и в Панджшерском ущелье, в котором отряды бойцов Северного альянса сумели остановить продвижение талибов к северу и к востоку от города. Однако освободить город они не были в состоянии. После освобождения Талукана в ноябре 2001 года руководители Северного альянса обнаружили в Талукане массовое захоронение 70 женщин и детей — членов тех семей, которые не сумели убежать из города.
По состоянию на 2006 год население города составляло 196 400 человек.